# 札幌新道
- 日本の道路 > 一般国道 > 国道5号 > 札幌新道
- 日本の道路 > 一般国道 > 国道274号 > 札幌新道

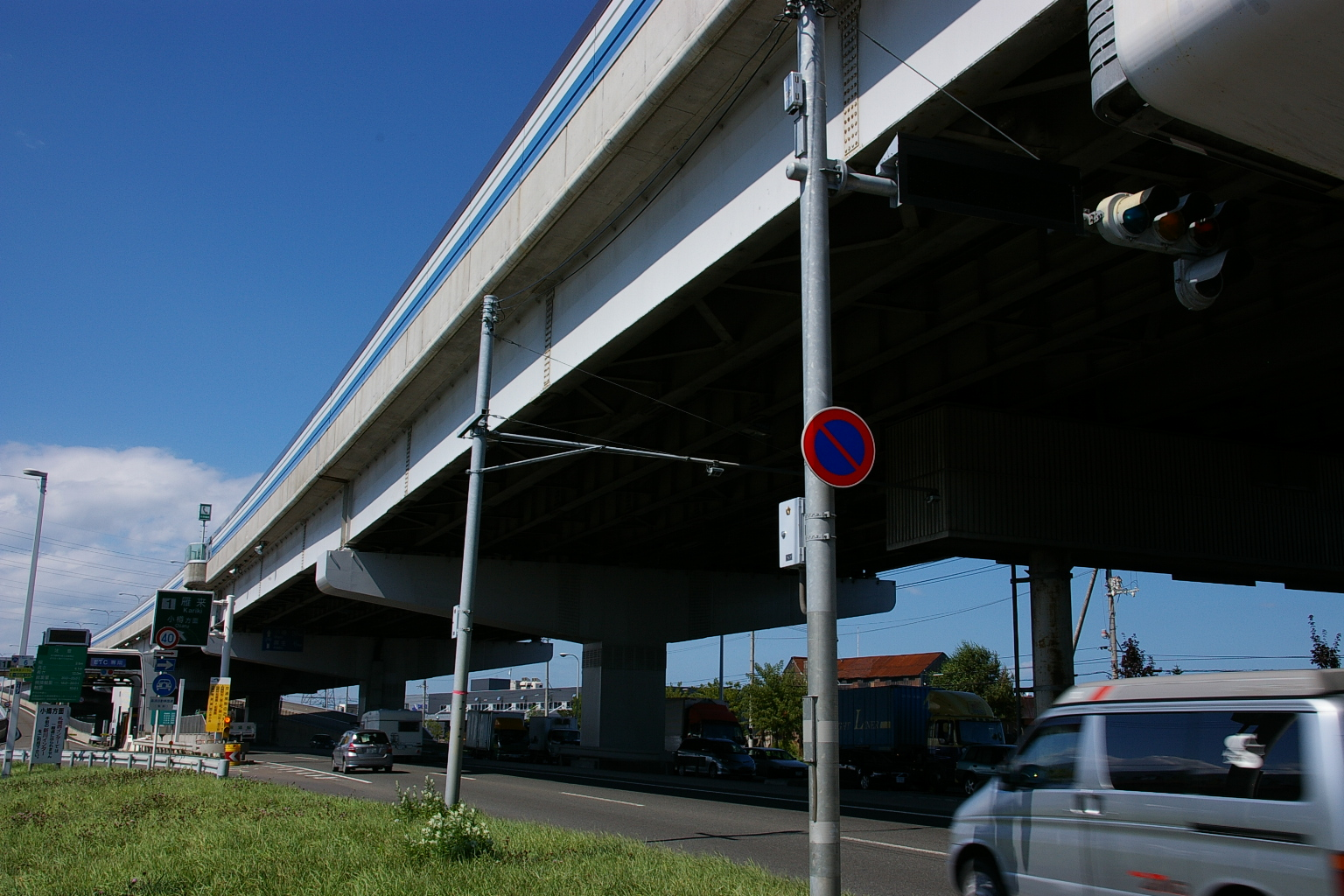
札幌新道（国道274号）。高架部は札樽自動車道（2008年9月）

札幌新道（さっぽろしんどう）は、札幌市西区から札幌市清田区にかけてあるバイパス道路。都市計画道路の名称は「札幌圏都市計画道路3.1.47札幌新道」。

## 概要
都心部北側を西から東へと迂回する半環状道路。国道区間の幅員は50mあり、中央にある幅25mの用地は高速道路（札幌JCTから小樽方面は札樽自動車道、旭川・岩見沢方面と苫小牧・千歳方面は道央自動車道）となっている。建設当時の北区・東区周辺はのどかな風景であったが、新道開通後の昭和40年代後半から急速に宅地化が進み、沿道にはロードサイド店舗が進出した。
国道274号では平日休日ともに昼間12時間交通量が30,000台以上となる区間があるなど、北海道内有数の交通量が多い道路になっている。

## 路線データ
- 起点：札幌市西区宮の沢1条3丁目（国道5号、道道124号交点）
- 終点：札幌市清田区里塚3条6丁目（厚別東通交点）
- 路線延長：25.36km[1]
- 車線数：4車線[1]
- 国道区間
  - 札幌市西区宮の沢1条3丁目 - 札幌市北区北34条西2丁目（国道5号、国道231号、国道274号交点）：国道5号
  - 札幌市東区北34条東1丁目 - 札幌市厚別区大谷地東5丁目（国道274号、道道341号交点）：国道274号

## 歴史
札幌市の交通量増加と1972年札幌オリンピック開催に対応するため、1965年（昭和40年）に都市集中型から分散型の交通システム構築を計る「1バイパス1環状5放射道路」の整備計画を策定。札幌新道は1バイパスに位置づけられた。オリンピック開催前に供用した宮の沢 - 北34条東1間は、創成川幹線（創成川通）とともに手稲会場へのメインルートとして機能した。その後、数次の整備計画策定を経て2010年（平成22年）策定の「道央都市圏の都市交通マスタープラン」および2012年（平成24年）策定の「札幌市総合交通計画」では、「2高速3連携2環状13放射道路」の2環状を構成する道路に位置づけられている。

### 年表
- 1965年（昭和40年）：「1バイパス1環状5放射道路」整備計画策定[9]。
- 1968年（昭和43年）：都市計画決定。
- 1969年（昭和44年）：着工[2]。
- 1971年（昭和46年）：宮の沢 - 北34条東1間開通[6][9]。
- 1975年（昭和50年）：北34条東1 - 東雁来町間開通[9]。
- 1981年（昭和56年）：国道区間（宮の沢 - 上野幌3条）全線開通[9]。
- 1999年（平成11年）：上野幌3条 - 大曲通間開通[9]。
- 2015年（平成27年）：市道区間（上野幌3条 - 厚別東通）全線開通[10][11]。

## 接続する主な道路
※起点側から順に記載
| 接続する道路                    | 場所                                                    | 備考                                                |
| ------------------------------- | ------------------------------------------------------- | --------------------------------------------------- |
| E5A 札樽自動車道 札幌西IC       | 札幌市西区宮の沢1条3丁目・宮の沢2条3丁目                | 小樽方面ハーフIC                                    |
| 国道5号                         | 札幌市西区宮の沢1条3丁目・宮の沢2条3丁目                | 〈北5条手稲通〉                                     |
| 北海道道124号宮の沢北一条線     | 札幌市西区宮の沢1条3丁目・宮の沢2条3丁目                | 〈北5条手稲通〉                                     |
| 〈二十四軒手稲通〉              | 札幌市西区発寒6条11丁目                                 |                                                     |
| 北海道道452号下手稲札幌線       | 札幌市西区発寒13条2丁目                                 | 〈下手稲通〉                                        |
| 北海道道125号前田新川線         | 札幌市西区八軒10条西11丁目・北区新川2条8丁目            | 〈新川通〉                                          |
| E5A 札樽自動車道 新川IC         | 札幌市北区新川2条7丁目                                  | 旭川・苫小牧方面ハーフIC                            |
| 北海道道277号琴似停車場新琴似線 | 札幌市北区新琴似1条1丁目                                | 〈琴似栄町通〉 北広島・里塚方面のみ側道による出入り |
| E5A 札樽自動車道 札幌北IC       | 札幌市北区北33条西6丁目                                 | 小樽方面出入口                                      |
| 国道231号                       | 札幌市北区北34条西2丁目・北33条西2丁目・東区34条東1丁目 | 〈創成川通〉                                        |
| 国道5号                         | 札幌市北区北34条西2丁目・北33条西2丁目・東区34条東1丁目 | 〈創成川通〉                                        |
| 国道274号                       | 札幌市東区北34条東1丁目                                 |                                                     |
| E5A 札樽自動車道 札幌北IC       | 札幌市東区北34条東3丁目                                 | 旭川・苫小牧方面出入口                              |
| 主要市道9900号真駒内篠路線      | 札幌市東区北34条東7丁目                                 | 〈東8丁目篠路通〉                                   |
| 〈東15丁目屯田通〉              | 札幌市東区北34条東16丁目                                |                                                     |
| 北海道道273号花畔札幌線         | 札幌市東区北27条東22丁目                                | 〈苗穂丘珠通〉                                      |
| 北海道道112号札幌当別線         | 札幌市東区北34条東28丁目                                | 〈伏古拓北通〉                                      |
| E5A 札樽自動車道 伏古IC         | 札幌市東区北34条東27丁目・北34条東28丁目                | 旭川・苫小牧方面ハーフIC                            |
| E5A 札樽自動車道 雁来IC         | 札幌市東区東苗穂5条3丁目                                | 小樽方面ハーフIC                                    |
| 国道275号                       | 札幌市東区東雁来町                                      | 〈北1条雁来通〉                                     |
| 主要市道2975号旭山公園米里線    | 札幌市白石区米里2条2丁目                                | 〈南7条米里通〉 側道による出入り                    |
| E5 道央自動車道 札幌IC          | 札幌市白石区米里2条2丁目                                | 旭川・岩見沢方面ハーフIC 側道による出入り           |
| E5 道央自動車道 北郷IC          | 札幌市白石区北郷6条7丁目                                | 苫小牧・千歳方面ハーフIC                            |
| 主要市道9904号厚別東北郷線      | 札幌市白石区北郷4条9丁目・北郷5条7丁目                  | 〈厚別通〉                                          |
| 北海道道864号大麻東雁来線       | 札幌市白石区北郷2条10丁目・北郷2条11丁目・北郷3条11丁目 | 〈北13条北郷通〉                                    |
| E5 道央自動車道 大谷地IC        | 札幌市白石区平和通17丁目北                              | 旭川・小樽方面ハーフIC                              |
| 〈平和通〉                      | 札幌市白石区平和通17丁目北・流通センター1丁目           |                                                     |
| 〈清田通〉                      | 札幌市白石区流通センター1丁目・流通センター5丁目        |                                                     |
| 国道12号                        | 札幌市厚別区大谷地東1丁目                               | 側道による江別方向への出口のみ                      |
| 北海道道3号札幌夕張線           | 札幌市厚別区大谷地西2丁目・大谷地東2丁目・大谷地東3丁目 | 北広島・里塚方面のみ側道による出入り                |
| 国道274号                       | 札幌市厚別区大谷地東5丁目                               | 〈厚別滝野公園通〉 ランプ形態で接続                 |
| 北海道道341号真駒内御料札幌線   | 札幌市厚別区大谷地東5丁目                               | 〈厚別滝野公園通〉 ランプ形態で接続                 |
| E5 道央自動車道 札幌南IC        | 札幌市厚別区上野幌3条2丁目                              |                                                     |
| 北海道道1138号厚別平岡線        | 札幌市清田区平岡8条4丁目・平岡公園東1丁目               | 〈厚別中央通〉                                      |
| 〈大曲通〉                      | 札幌市清田区平岡公園                                    |                                                     |
| 〈厚別東通〉                    | 札幌市清田区里塚3条6丁目                                | 〈厚別東通〉から新道への右折流入は不可              |

## 道路施設
- 宮の沢高架橋（258 m）[12]
- 発寒高架橋（外側439 m、内側443 m）[12]
- 新発寒橋（外側95 m、内側81 m）[12]
- 琴似新橋（外側52 m、内側52 m）[12]
- 新川高架橋（外側429 m、内側429 m）[12]
- 伏籠橋（外側18 m、内側18 m）[12]
- 豊水大橋（外側555 m、内側542 m）[12]
- 札幌インターチェンジ高架橋（外側580 m、内側606 m）[12]
- 望月寒橋（外側329 m、内側293 m）[12]
- 北都橋（外側98 m、内側98 m）[12]
- 白石高架橋（外側699 m、内側633 m）[12]
- 厚別高架橋（外側468 m、内側432 m）[12]
- 厚別川橋（82 m）[12]
- 二里川橋（外側13 m、内側13 m）[12]
- 三里川橋（25 m）[12]

## 参考資料
- 『札幌新道の工事報告 -全線供用を来年度に控えて-』土木研究所 寒地土木研究所、1981年。2015年11月30日閲覧。
- 『さっぽろ文庫』 58 札幌の通り、札幌市、1991年。2015年11月30日閲覧。
- “都市計画道路一覧” (PDF) (2009年). 2015年12月1日閲覧。